# Alphonse Boelens
Alphonse Boelens (Leuven, 2 april 1877 - Oostende, 3 mei 1936) was een Belgische architect die omstreeks het begin van de twintigste eeuw in hoofdzaak te Brussel actief was. 

## Biografie
Alphonse Boelens was de jongere broer van Victor Boelens (1872-1955).
Ingenieur-architect Eugène Frische (1850-1919) gaf onderricht aan de Academie voor Schone Kunsten te Leuven en Alphonse Boelens was een van zijn leerlingen.
Alphonse ontwierp hoofdzakelijk gebouwen in art nouveau en in eclectische stijl.
Anno 1908 trad hij (op 31-jarige leeftijd) als architect in dienst van de gemeente Elsene.
Bovendien was hij vanaf 1909 tot 1936 (het jaar van zijn overlijden) werkend lid bij de Société Centrale d'Architecture de Belgique.
Alhoewel Alphonse vijf jaar later geboren werd dan zijn broer Victor, overleed hij 19 jaar eerder. 

## Werken(Selectie)
- 1900: Jef Lambeauxlaan 11, Sint-Gillis. Woning in eclectische stijl met art-nouveau-elementen, ontworpen in samenwerking met zijn broer Victor.
- 1901: Hoek van de Alsembergse Steenweg 52 met de Adolphe Demeurlaan 63-65, Sint-Gillis. Twee opbrengsthuizen met neoclassicistische elementen.
- 1902: Brugmannlaan 135, Vorst. Woning in art-nouveaustijl.
- 1902: Brugmannlaan 137, Vorst. Woning in eclectische stijl.
- 1903: Sint-Augustinuslaan 30, Vorst. Burgershuis in eclectische stijl.
- 1903: Besmélaan 103, Vorst. Deze villa in Art nouveau-stijl wordt algemeen beschouwd als Boelens' chef d'oeuvre.
- 1903: Karmelietenstraat 177, Ukkel. Persoonlijke woning van Alphonse Boelens.
- circa 1910: Gemeentehuis van Elsene, Elsensesteenweg 168. Verbouwing en uitbreiding van het in 1833 opgetrokken pand.
- 1911: Voltastraat 6a, Elsene. Machinezaal van een elektriciteitscentrale.
- circa 1922: Korte Torhoutstraat 27, Ieper. Winkelhuis in neorococo-stijl.
- 1922: Bondgenotenlaan 107 / Louis Melsensstraat 25 (Leuven). Hoekhuis in neoclassicistische stijl.
- 1924: Batavierenstraat 49, Etterbeek. Appartementsgebouw in beaux-artsstijl.
- 1933: Rode Kruissquare - Elsene. Ontwerp van het monument voor de koloniale pioniers. Dit sculptuur werd gebeeldhouwd door Marcel Rau (1886-1966).

## Illustraties

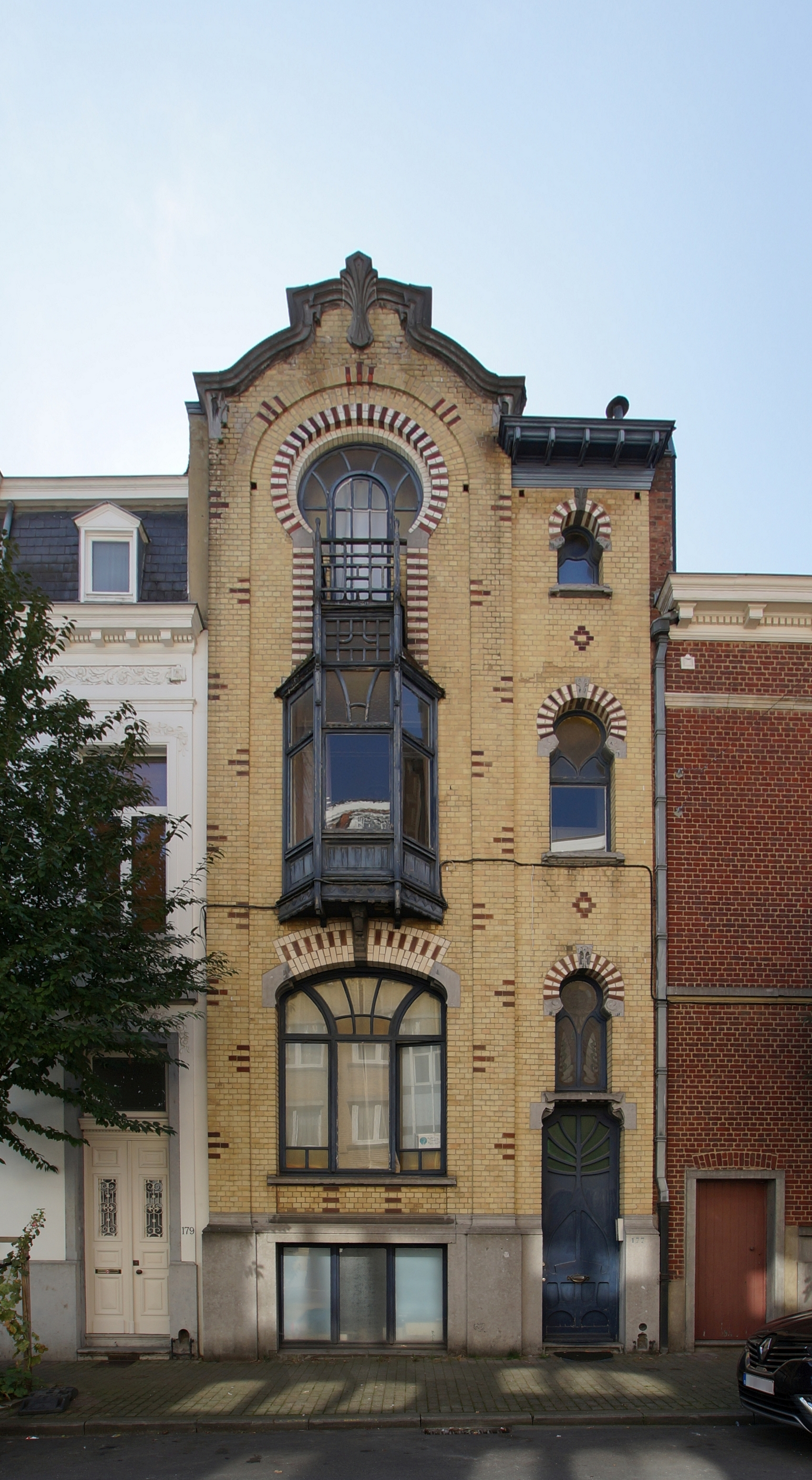
Ukkel, Karmelietenstraat 177. Eigen woning van Alphonse Boelens (1903).
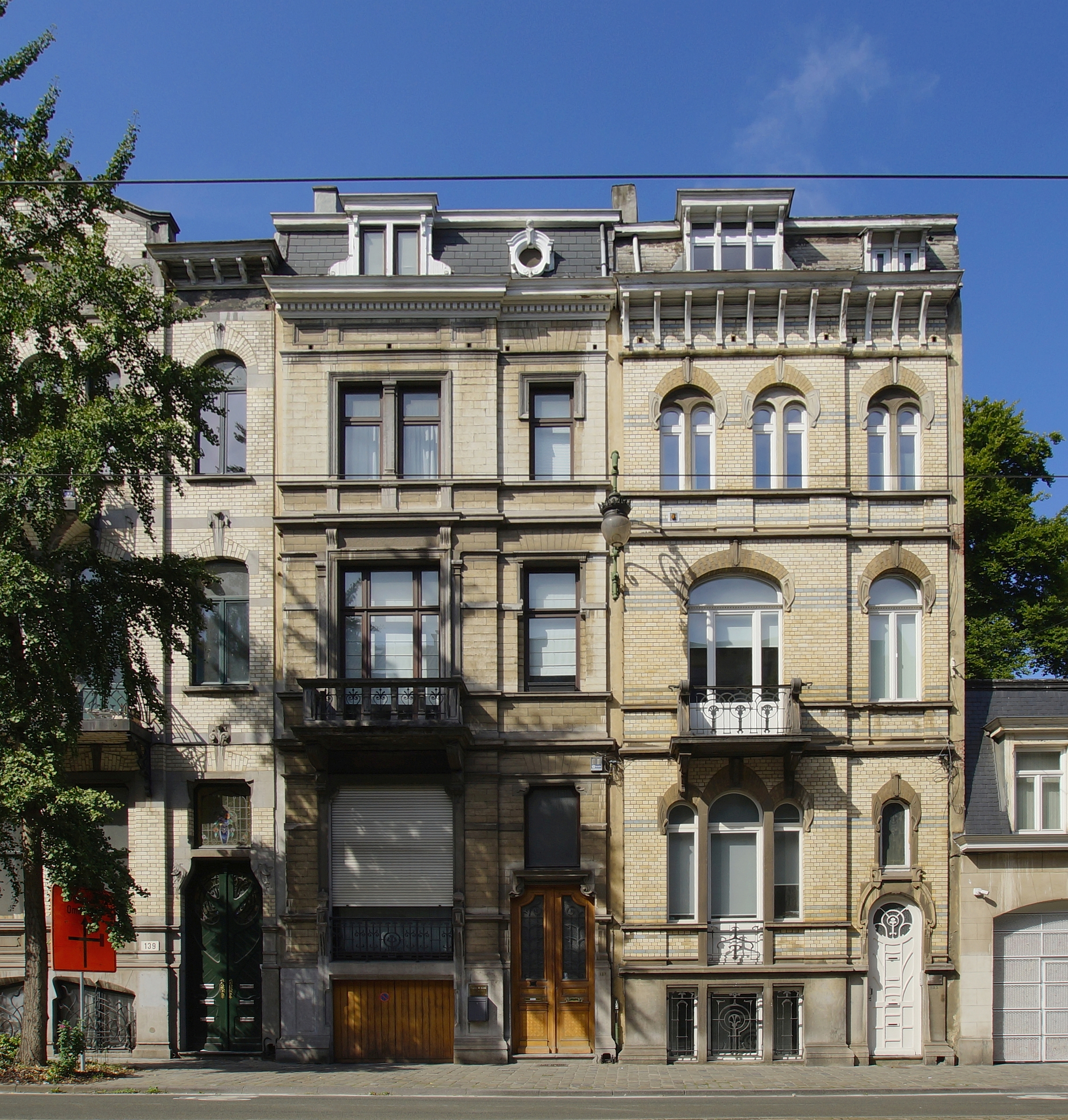
Vorst, Brugmannlaan 137 (links) en 135 (rechts)  (1902).
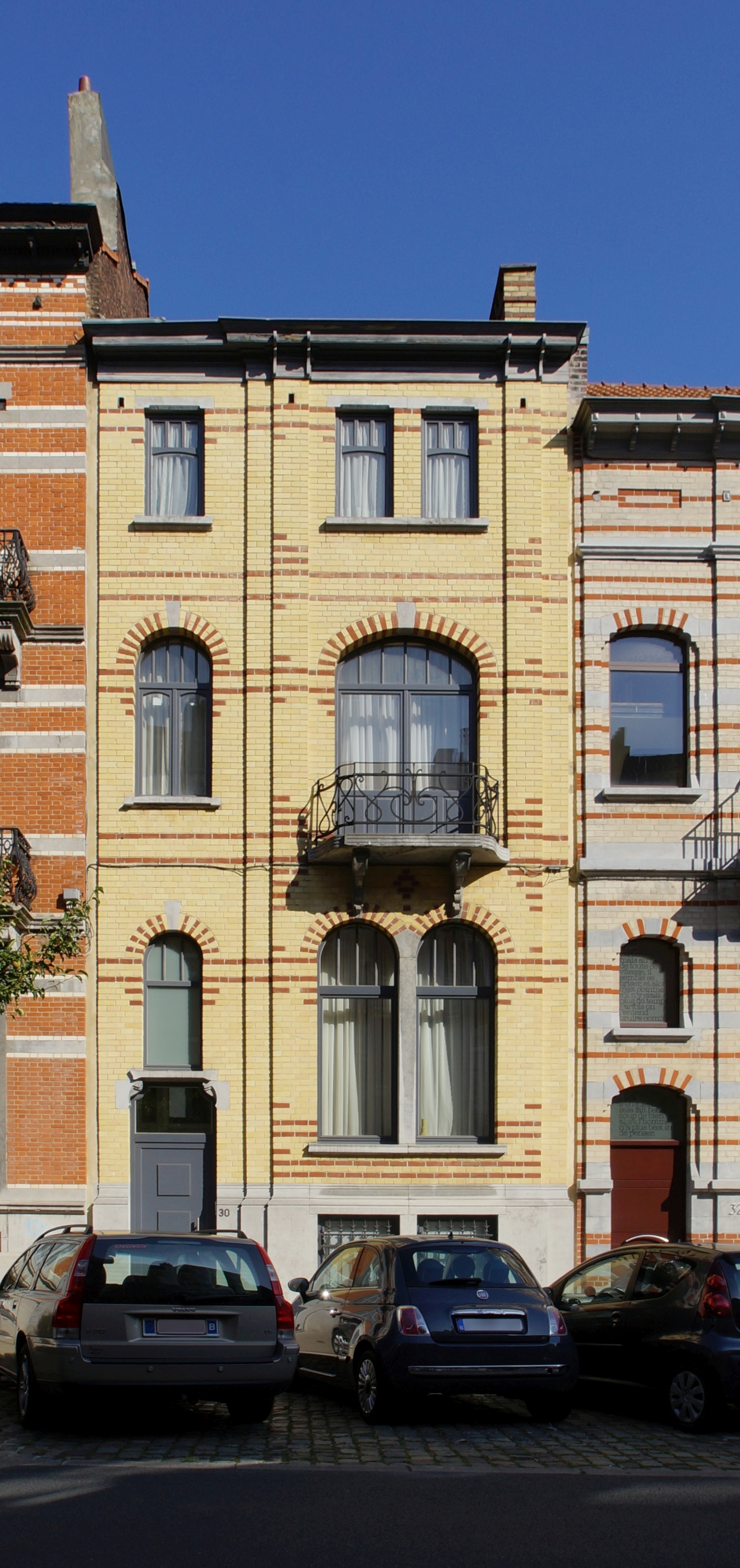
Vorst, Sint-Augustinuslaan 30 (1903).
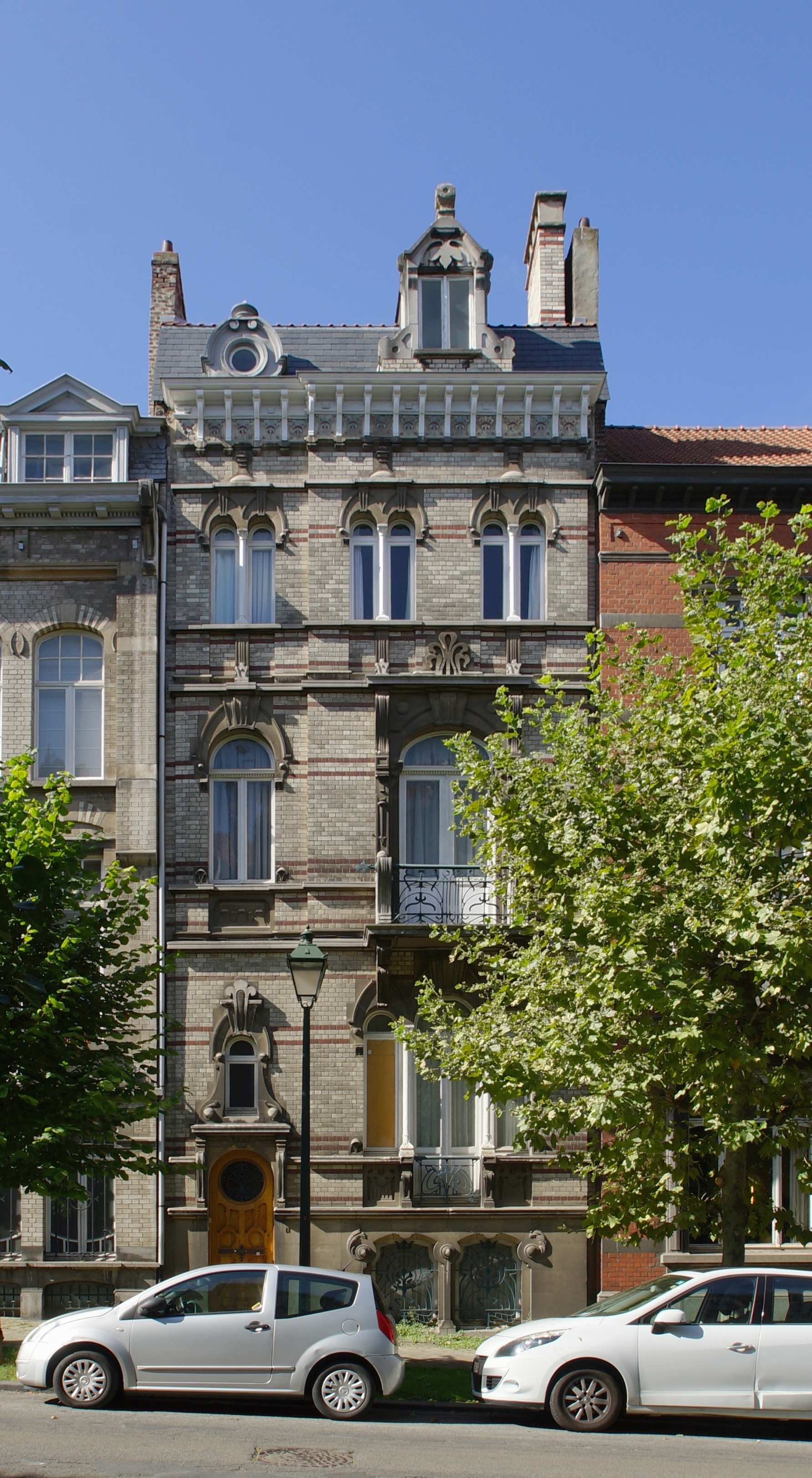
Sint-Gillis, Jef Lambeauxlaan 11 (1900).
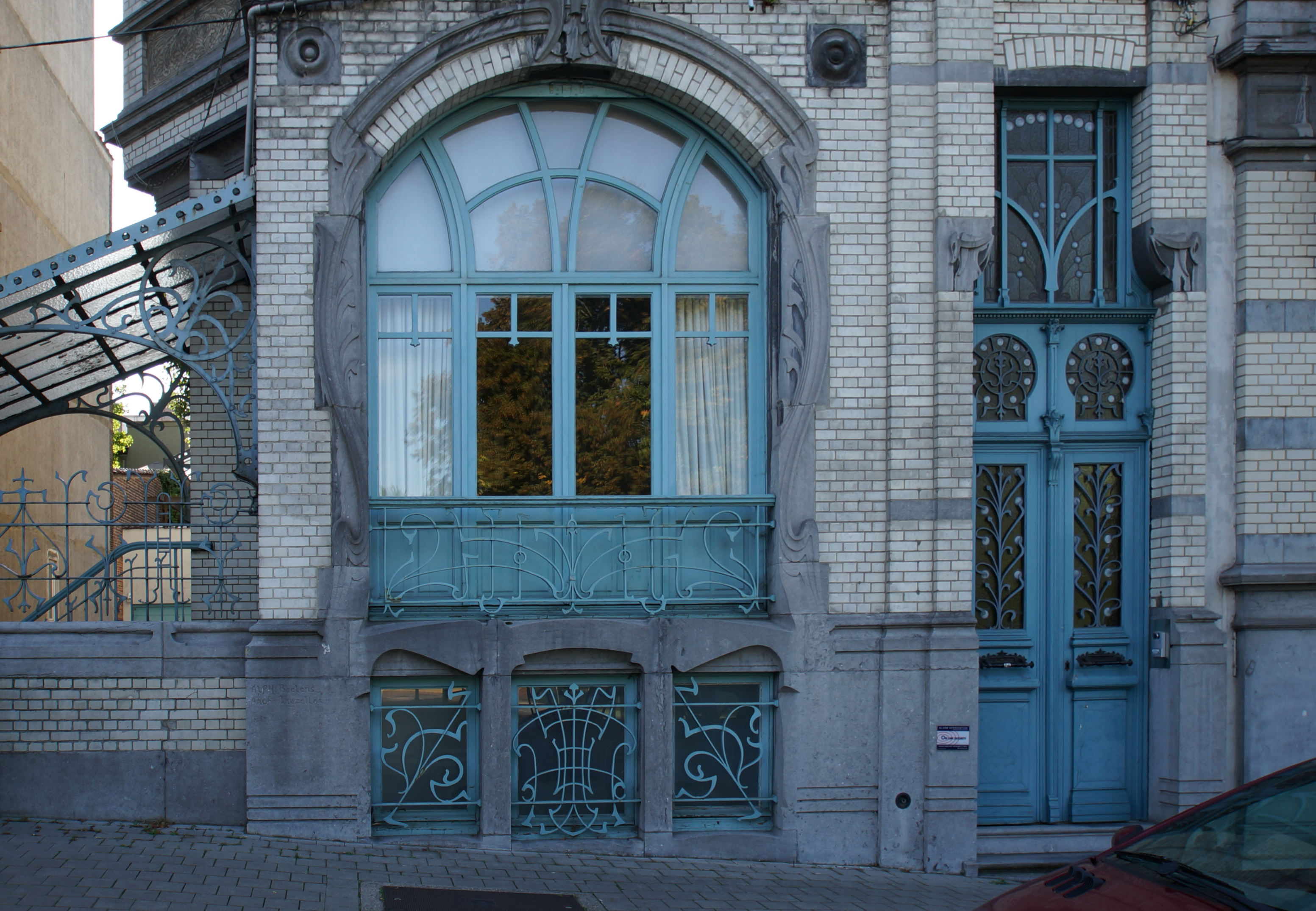
Vorst, Besmélaan 103 (detail) (1903)
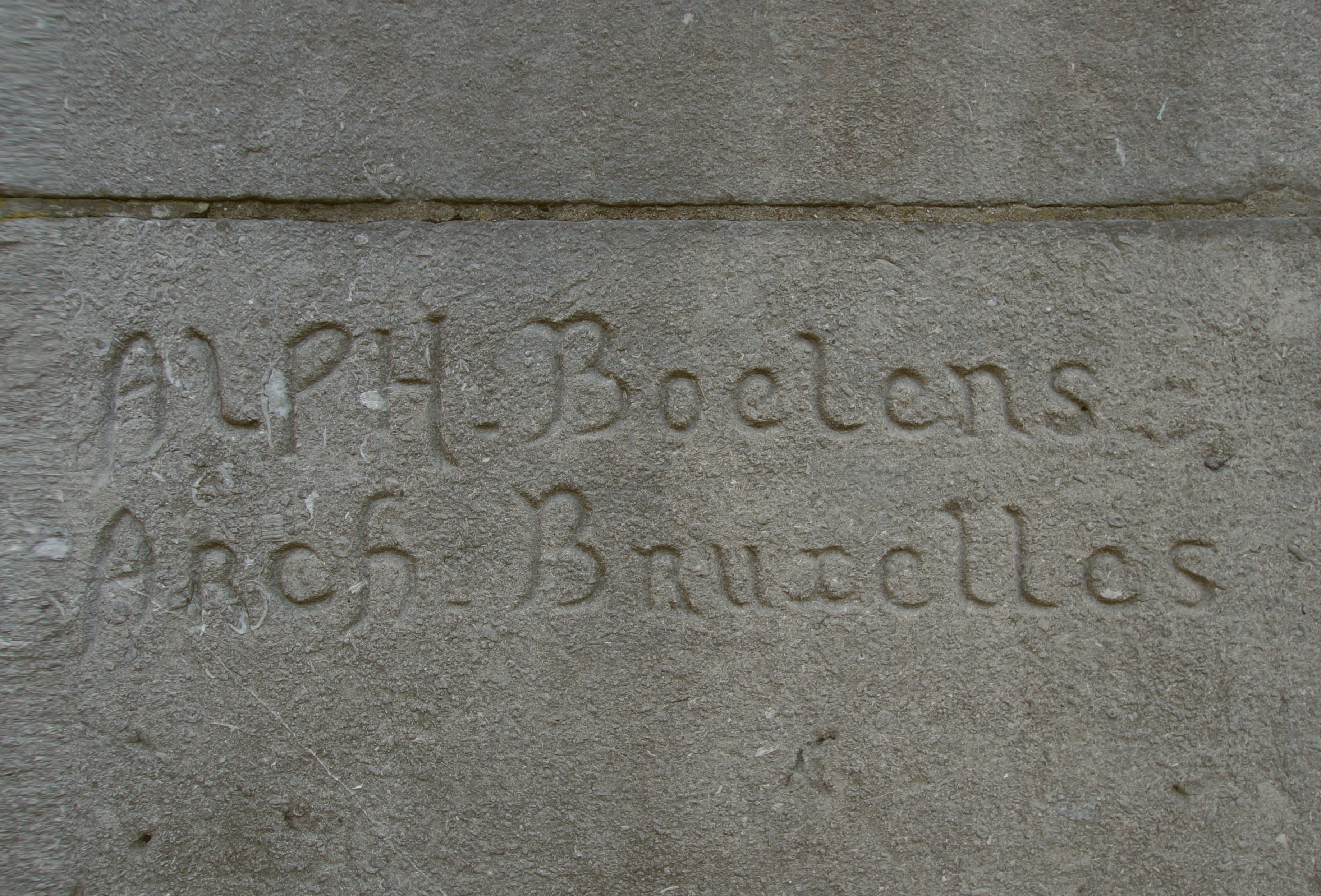
Vorst, Besmélaan 103. Signatuur van de architect (1903)
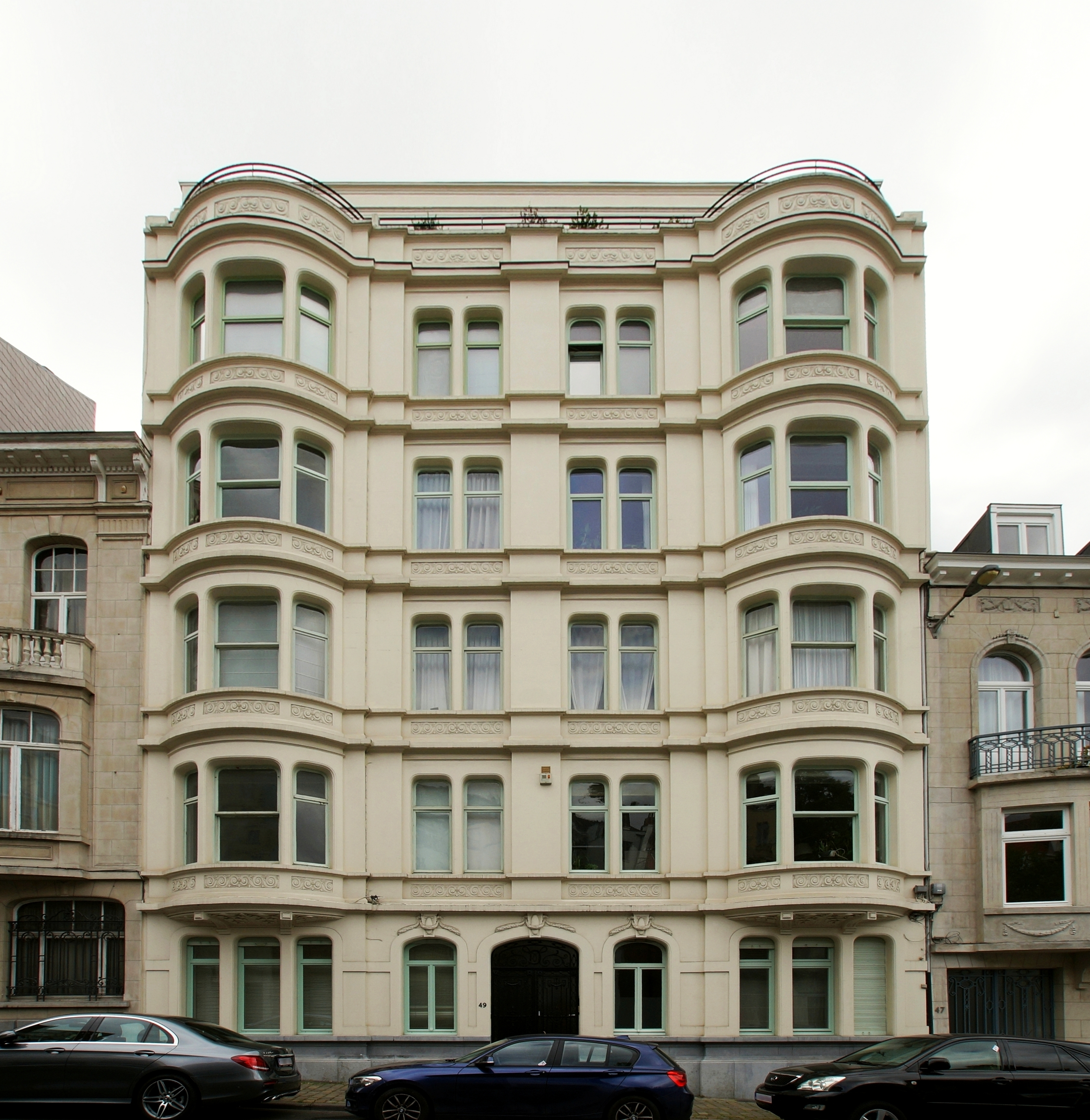
Etterbeek, Batavierenstraat 49 (1924)
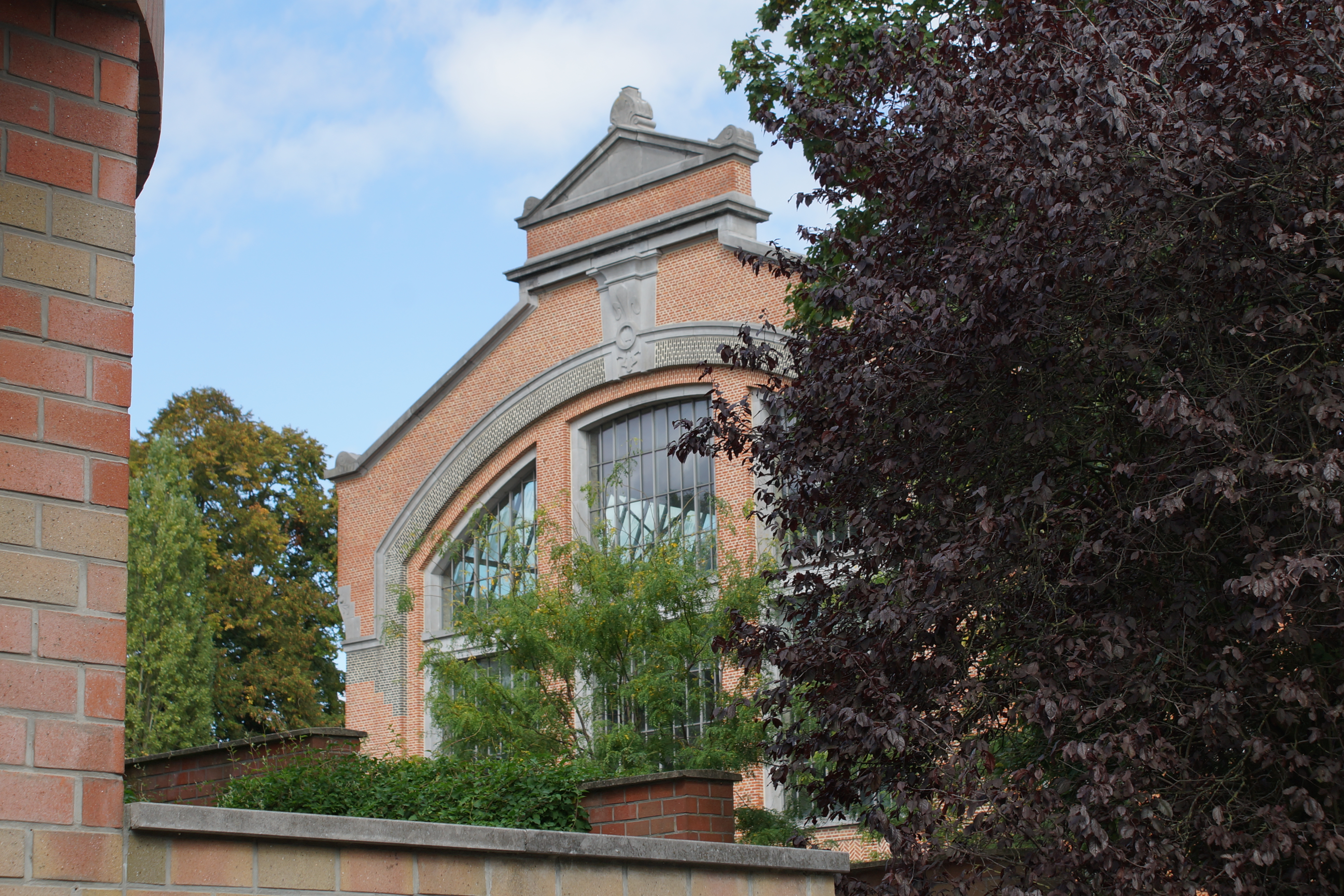
Elsene, Voltastraat 6A - Voormalige elektriciteitscentrale (1911)